# Ilheu
  Ilheu es una población y comuna francesa, situada en la región de Mediodía-Pirineos, departamento de Altos Pirineos, en el distrito de Bagnères-de-Bigorre y cantón de Mauléon-Barousse.

## Demografía
| 30 | 33 | 31 | 23 | 19 | 39 | 40 |
| Para los censos de 1962 a 1999 la población legal corresponde a la población sin duplicidades (Fuente: INSEE [Consultar]) |    |    |    |    |    |    |